# Dreamland (円神の曲)
「Dreamland」（ドリームランド）は、パフォーマンスユニット『円神』の5作目となるシングルである。2023年9月13日にユニバーサルシグマより発売。

## 概要
メンバー宮里ソルの誕生日に発売となった。
2023年6月15日に開催されたライブツアーファイナル兼結成3周年記念ライブ「Live Tour 2023 "GATE"  ～Third CIRCLE～」のダブルアンコールで当シングルリリースの発表と、表題曲が初披露された。爽やかなポップチューンとなっており、ミュージックビデオではストーリー性のある、夢の世界へ誘われる様な風景が描写されている。
カップリング曲の「Superb Love」は振り付けをOWVの本田康祐が担当、そのサポートとしてメンバーの瀧澤翼が行った。OWVは吉本興業、円神は吉本興業系列のShowtitle所属であり、共に、オーディション番組「PRODUCE 101 JAPAN」出身であることから夢のコラボが実現した。「Spellbound」は振り付けをメンバーの瀧澤が担当。瀧澤は「センターをメンバー全員に踊ってもらい、僕とスタッフでA.rikに決定した」と語っている。
今作も初回限定盤と通常盤があり、初回限定盤は前述したライブを収録したDVDが同梱され、通常盤は初回生産に限り、10種類のトレーディングカード（全員絵柄1種＋個別絵柄9種）がランダムに同梱された。

## 収録曲
1. Dreamland(3:21)
作詞：PRINCE.YK , Eri Osanai / 作曲・編曲：Erik Lidbom for Hitfire Production / 振付：KANU
2. Superb Love(3:00)
作詞・作曲：IE-MON , DX ISHII / 編曲：DX ISHII / 振付：本田康祐（OWV）振付サポート：瀧澤翼
3. Spellbound(3:20)
作詞：常楽寺澪 / 作曲・編曲：Ragoon , Great Brothers / 振付：瀧澤翼
4. Dreamland (instrumental)
5. Superb Love (instrumental)
6. Spellbound (instrumental)

### ミュージックビデオ
「Dreamland」(Music Video)（2023年8月22日公開）